# Clymène fille de Catrée
Pour les articles homonymes, voir Clymène.
Dans la mythologie grecque, Clymène, fille de Catrée, est donnée par son père à Nauplios (roi de l'île d'Eubée), qui en fait son épouse et a d'elle quatre fils dont Œax et Palamède,.

## Famille
Clymène est la fille de Catrée, un des fils des souverains de Crète, Minos et Pasiphaé. Cela fait d'elle la nièce de Phèdre, Ariane et, par sa grand-mère, du Minotaure. Elle a pour sœurs Apémosyne et Érope et pour frère Althéménès.
Elle épouse le roi de l'île d'Eubée, Nauplios, dont elle a quatre fils: Palamède, Œax, Nausimédon et Proétos.